# 1. surduliška brigada (NOVJ)
Za druge 1. brigade glejte 1. brigada.
1. surduliška brigada je bila brigada v sestavi Narodnoosvobodilne vojske in partizanskih odredov Jugoslavije in ki je delovala med drugo svetovno vojno na področju Kraljevine Jugoslavije.